# Berthenonville
Berthenonville est une ancienne commune française, située dans le département de l'Eure en région Normandie, devenue le 1er janvier 2016 une commune déléguée au sein de la commune nouvelle de Vexin-sur-Epte.

## Géographie
| Cahaignes (comm. nouv. de Vexin-sur-Epte)      | Château-sur-Epte                            | Château-sur-Epte, Saint-Clair-sur-Epte (Val-d'Oise) |
| Fours-en-Vexin (comm. nouv. de Vexin-sur-Epte) | Berthenonville                              |                                                     |
| Écos (comm. nouv. de Vexin-sur-Epte)           | Dampsmesnil (comm. nouv. de Vexin-sur-Epte) | Montreuil-sur-Epte (Val-d'Oise)                     |

## Toponymie
Le nom de la localité est attesté sous la forme Bretenouvilla en 1156.
Lieu évoquant une colonie de Bretons insulaires, dont l'origine peut remonter à l'époque gallo-romaine .

## Histoire
La précédente commune de Molincourt est rattachée depuis 1842 à Berthenonville.

## Politique et administration
| Période                                  | Période    | Identité                       | Étiquette | Qualité |
| ---------------------------------------- | ---------- | ------------------------------ | --------- | ------- |
| Les données manquantes sont à compléter. |            |                                |           |         |
|                                          |            | Paul-Michel Méry de Bellegarde |           |         |
| 1936                                     |            | Méry de Bellegarde             |           |         |
| avant 1995                               | ?          | Cécile Brumpt                  |           |         |
| mars 2001                                | 31/12/2015 | Bernard Helfer                 | UMP-LR    | Cadre   |

## Démographie
L'évolution du nombre d'habitants est connue à travers les recensements de la population effectués dans la commune depuis 1793. À partir du 1er janvier 2009, les populations légales des communes sont publiées annuellement dans le cadre d'un recensement qui repose désormais sur une collecte d'information annuelle, concernant successivement tous les territoires communaux au cours d'une période de cinq ans. 
Pour les communes de moins de 10 000 habitants, une enquête de recensement portant sur toute la population est réalisée tous les cinq ans, les populations légales des années intermédiaires étant quant à elles estimées par interpolation ou extrapolation. Pour la commune, le premier recensement exhaustif entrant dans le cadre du nouveau dispositif a été réalisé en 2008,.
En 2013, la commune comptait 256 habitants, en évolution de +9,87 % par rapport à 2008 (Eure : +2,66 %, France hors Mayotte : +2,49 %).
| 1793 | 1800 | 1806 | 1821 | 1831 | 1836 | 1841 | 1846 | 1851 |
| ---- | ---- | ---- | ---- | ---- | ---- | ---- | ---- | ---- |
| 140  | 141  | 156  | 190  | 220  | 213  | 213  | 240  | 245  |

| 1856 | 1861 | 1866 | 1872 | 1876 | 1881 | 1886 | 1891 | 1896 |
| ---- | ---- | ---- | ---- | ---- | ---- | ---- | ---- | ---- |
| 258  | 257  | 247  | 255  | 241  | 240  | 230  | 248  | 240  |

| 1901 | 1906 | 1911 | 1921 | 1926 | 1931 | 1936 | 1946 | 1954 |
| ---- | ---- | ---- | ---- | ---- | ---- | ---- | ---- | ---- |
| 209  | 207  | 226  | 232  | 212  | 203  | 196  | 199  | 189  |

| 1962 | 1968 | 1975 | 1982 | 1990 | 1999 | 2008 | 2013 | - |
| ---- | ---- | ---- | ---- | ---- | ---- | ---- | ---- | - |
| 181  | 146  | 153  | 158  | 177  | 211  | 233  | 256  | - |

## Culture locale et patrimoine

### Lieux et monuments

#### Monument historique

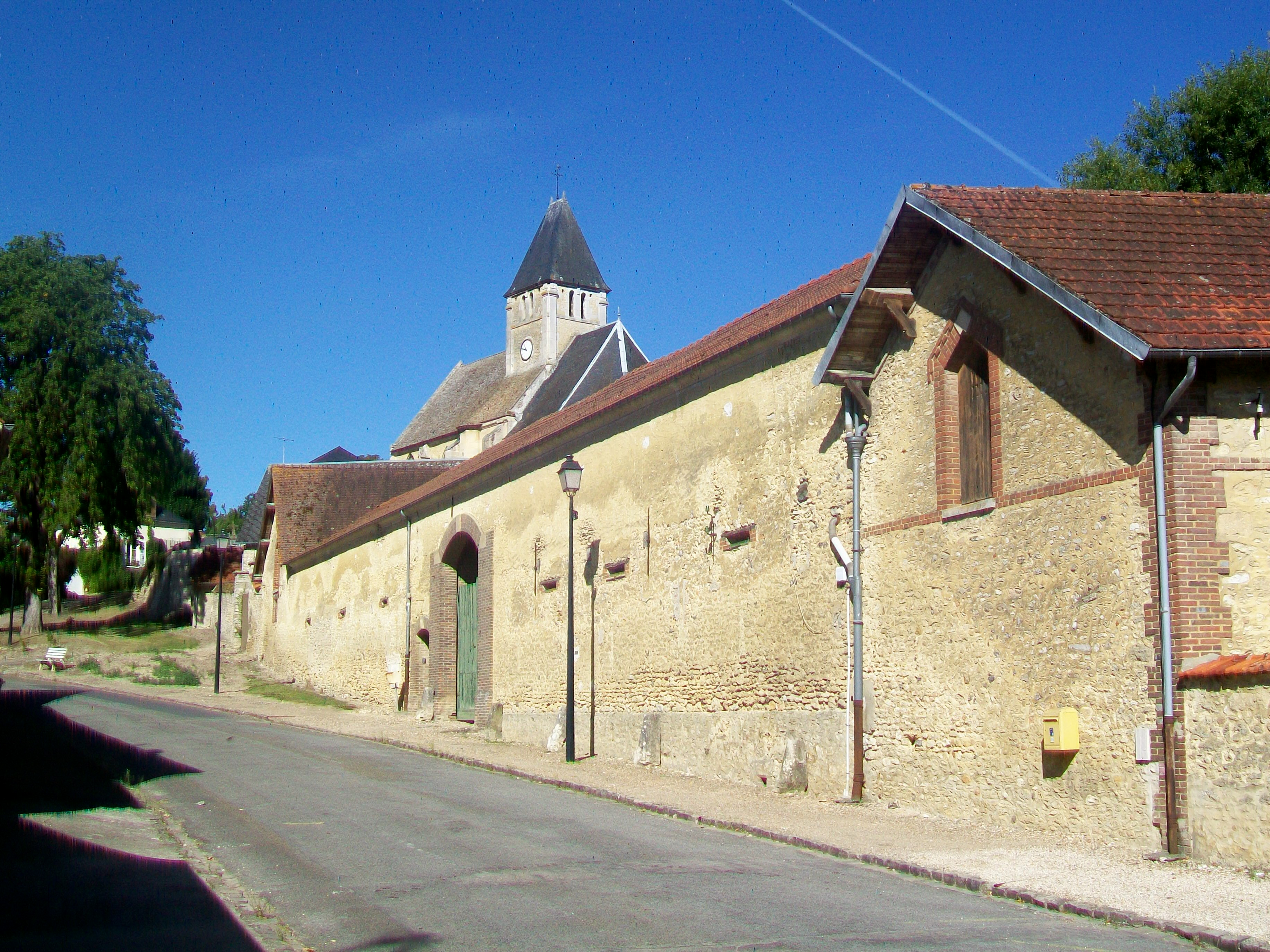
Eglise Saint-Ouen.

- Eglise Saint-Ouen.L'église Saint-Ouen (inscrite au titre des monuments historiques par arrêté du 17 avril 1926[8])

##### Autres éléments du patrimoine
- Le château de Berthenonville du XIXe siècle[9]
- La croix de cimetière du XVIIe siècle[10]
- Le moulin à eau du XVIIIe siècle, impasse du Moulin, lieu-dit le Petit-Marais[11]

#### Patrimoine naturel

##### Site classé
- L’église, le cimetière y attenant avec son calvaire, le monument aux morts et les 3 marronniers qui l’entourent  Site classé (1934)[12] ;

La vallée de l'Epte est un  Site classé (1982).

### Héraldique
|  | Les armes de la ville se blasonnent ainsi : taillé ondé de gueules et d’azur au filet ondé d’argent brochant sur la partition, à la divise d’or chargée de l’inscription BERTHENONVILLE en lettres capitales de sable brochant en fasce sur le tout, surmontée de deux léopards d’or l’un sur l’autre au 1er de la partition et soutenue de trois fleurs de lys d’argent ordonnées en orle au second de la partition. Les deux léopards d'or des armoiries de Berthenonville rappellent les armoiries de la Normandie. |